# Campionat d'Espanya de waterpolo masculí
El Campionat d'Espanya de waterpolo masculí (en castellà: Campeonato de España de waterpolo) va ser una competició esportiva de clubs espanyols de waterpolo masculins, creada l'any 1912. De caràcter anual, estava organitzada per la Reial Federació Espanyola de Natació. Les dues primeres edicions van anomenar-se Concurso Español de Waterpolo i només hi prengueren part equips pertanyents al Club Natació Barcelona. Amb la fundació del Club Natació Athlètic el 1913 la competició passa a anomenar-se Campeonato de España Tot i que, no s'incorporà a la competició fins al 1915. A partir de 1917 es crearen dues categories. A la Primera, hi competien els millors equips del CN Barcelona mentre que a la Segona hi participaven la resta d'equips del mateix club i el CN Athlètic.
La creació del Campionat de Catalunya de Waterpolo l'any 1921 i la manca de cap oponent a la resta de l'Estat, va provocar que se suspengués el campionat per tal de no de duplicar competicions. El campionat es tornà a disputar el 1942. Va celebrar-se anualment fins a l'any 1973, esdevenint el campió de la  Lliga espanyola de waterpolo campió d'Espanya de l'especialitat.
El dominador històric de la competició és el Club Natació Barcelona amb 40 títols.

## Historial
| En negreta = Equip guanyador (1) = Nombre de títols Nota: Noms dels equips segons l'època |

| Edició                                                                                         | Any  | Campió                             | Resultat | Subcampió                       | Seu                                | refs        |
| ---------------------------------------------------------------------------------------------- | ---- | ---------------------------------- | -------- | ------------------------------- | ---------------------------------- | ----------- |
| I                                                                                              | 1912 | CN Barcelona (equip blau) (1)      | 4-1      | CN Barcelona (equip blau-grana) |                                    | [ 2 ]       |
| II                                                                                             | 1913 | CN Barcelona (equip blanc) (2)     |          |                                 |                                    | [ 2 ]       |
| III                                                                                            | 1914 | CN Barcelona (equip blau) (3)      | 6-2      | CN Barcelona (equip groc)       |                                    | [ 2 ]       |
| IV                                                                                             | 1915 | CN Barcelona (equip blau-groc) (4) |          |                                 |                                    | [ 2 ]       |
| V                                                                                              | 1916 | CN Barcelona (equip blau-groc) (5) |          |                                 |                                    | [ 2 ]       |
| VI                                                                                             | 1917 | CN Barcelona (equip blau-groc) (6) |          |                                 |                                    | [ 2 ]       |
| VII                                                                                            | 1918 | CN Barcelona (equip blau-groc) (7) |          |                                 |                                    | [ 2 ]       |
| VIII                                                                                           | 1919 | CN Barcelona (equip blau-groc) (8) |          |                                 |                                    | [ 2 ]       |
| IX                                                                                             | 1920 | CN Barcelona (9)                   |          |                                 |                                    | [ 2 ]       |
| X                                                                                              | 1921 | CN Barcelona (10)                  |          |                                 |                                    | [ 2 ]       |
| Va deixar de disputar-se entre 1922 i 1941, al crear-se el Campionat de Catalunya de waterpolo |      |                                    |          |                                 |                                    |             |
| XI                                                                                             | 1942 | CN Barcelona (11)                  |          |                                 |                                    | [ 2 ]       |
| XII                                                                                            | 1943 | CN Barcelona (12)                  |          |                                 |                                    | [ 2 ]       |
| XIII                                                                                           | 1944 | CN Barcelona (13)                  |          |                                 |                                    | [ 2 ]       |
| XIV                                                                                            | 1945 | CN Barcelona (14)                  |          |                                 |                                    | [ 2 ]       |
| XV                                                                                             | 1946 | CN Barcelona (15)                  |          | CN Martorell                    |                                    | [ 2 ]       |
| XVI                                                                                            | 1947 | CN Barcelona (16)                  |          |                                 |                                    | [ 2 ]       |
| XVII                                                                                           | 1948 | CN Barcelona (17)                  |          |                                 |                                    | [ 2 ]       |
| XVIII                                                                                          | 1949 | CN Barcelona (18)                  |          |                                 |                                    | [ 2 ]       |
| XIX                                                                                            | 1950 | CN Barcelona (19)                  |          | CN Martorell                    |                                    | [ 2 ]       |
| XX                                                                                             | 1951 | CN Barcelona (20)                  |          |                                 |                                    | [ 2 ]       |
| XXI                                                                                            | 1952 | CN Barcelona (21)                  |          |                                 |                                    | [ 2 ]       |
| XXII                                                                                           | 1953 | CN Barcelona (22)                  |          |                                 |                                    | [ 2 ]       |
| XXIII                                                                                          | 1954 | CN Barcelona (23)                  |          |                                 |                                    | [ 2 ]       |
| XXIV                                                                                           | 1955 | CN Barcelona (24)                  |          |                                 |                                    | [ 2 ]       |
| XXV                                                                                            | 1956 | CN Barcelona (25)                  |          |                                 |                                    | [ 2 ]       |
| XXVI                                                                                           | 1957 | CN Barcelona (26)                  |          |                                 |                                    | [ 2 ]       |
| XXVII                                                                                          | 1958 | CN Barcelona (27)                  |          |                                 |                                    | [ 2 ]       |
| XXVIII                                                                                         | 1959 | CN Barcelona (28)                  | lligueta | CN Atlètic                      | Sevilla                            | [ 2 ] [ 3 ] |
| XXIX                                                                                           | 1960 | CN Barcelona (29)                  |          |                                 |                                    | [ 2 ]       |
| XXX                                                                                            | 1961 | CN Barcelona (30)                  |          |                                 |                                    | [ 2 ]       |
| XXXI                                                                                           | 1962 | CN Barcelona (31)                  |          |                                 |                                    | [ 2 ]       |
| XXXII                                                                                          | 1963 | CN Barcelona (32)                  |          |                                 |                                    | [ 2 ]       |
| XXXIII                                                                                         | 1964 | CN Barcelona (33)                  |          |                                 |                                    | [ 2 ]       |
| XXXIV                                                                                          | 1965 | CN Barcelona (34)                  |          |                                 |                                    | [ 2 ]       |
| XXXV                                                                                           | 1966 | CN Barcelona (35)                  |          |                                 |                                    | [ 2 ]       |
| XXXVI                                                                                          | 1967 | CN Barcelona (36)                  |          |                                 |                                    | [ 2 ]       |
| XXXVII                                                                                         | 1968 | CN Barcelona (37)                  |          |                                 |                                    | [ 2 ]       |
| XXXVIII                                                                                        | 1969 | CN Barcelona (38)                  |          |                                 |                                    | [ 2 ]       |
| XXXIX                                                                                          | 1970 | CN Barcelona (39)                  | lligueta | CN Barceloneta                  | Piscina del CN Montjuïc, Barcelona | [ 2 ] [ 4 ] |
| XL                                                                                             | 1971 | CN Barcelona (40)                  | lligueta | CN Montjuïc                     | Piscina Sant Jordi, Barcelona      | [ 2 ] [ 5 ] |
| XLI                                                                                            | 1972 | CN Montjuïc (1)                    | 5-4      | CN Barcelona                    | Piscina Folch i Torres, Barcelona  | [ 2 ] [ 6 ] |
| XLII                                                                                           | 1973 | CN Barceloneta (1)                 | lligueta | CN Barcelona                    | Piscina Sant Jordi, Barcelona      | [ 2 ] [ 7 ] |

1. ↑  Després de la lligueta, va disputar-se una final per decidir el campió de la competició

## Palmarès
| Equip                    | Campió | Subcampió | Anys campió | Anys subcampió |
| ------------------------ | ------ | --------- | --- | -------------- |
| Club Natació Barcelona   | 40     | 2         | 1912, 1913, 1914, 1915, 1916, 1917, 1918, 1919, 1920, 1921, 1942, 1943, 1944, 1945, 1946, 1947, 1948, 1949, 1950, 1951, 1952, 1953, 1954, 1955, 1956, 1957, 1958, 1959, 1960, 1961, 1962, 1963, 1964, 1965, 1966, 1967, 1968, 1969, 1970, 1971 | 1972, 1973     |
| Club Natació Montjuïc    | 1      | 1         | 1972 | 1971           |
| Club Natació Barceloneta | 1      | 1         | 1973 | 1970           |